# Ivan Dmitrievič Papanin
Ivan Dmitrievič Papanin (in russo Иван Дмитриевич Папанин?; Sebastopoli, 26 novembre 1894 – Mosca, 30 gennaio 1986) è stato un ammiraglio ed esploratore russo, premiato due volte come Eroe dell'Unione Sovietica e nove con l'Ordine di Lenin.

## Biografia
Ivan nacque a Sebastopoli in una famiglia di navigatori. Nel 1914 entrò a far parte della marina russa. Prese parte alla guerra civile russa schierandosi con i sovietici, combattendo in Ucraina. Nel 1920 fu mandato in Crimea ad organizzare un movimento di guerriglia contro le forze di Pëtr Nikolaevič Vrangel'.
Nel 1923-1932 lavorò per il Narkomat delle Comunicazioni. Nel 1931 prese parte alla spedizione della rompighiaccio Malygin nella Terra di Francesco Giuseppe. Nel 1932-1933 fu a capo di una spedizione polare nella baia Tichaja nella Terra di Francesco Giuseppe. Nel 1934-1935 fu al comando di una stazione polare a Capo Čeljuskin.
Nel 1937-1938 fu a capo della famosa spedizione North Pole-1. Quattro ricercatori (Ivan Papanin, Ernst Krenkel', Evgenij Fëdorov e Pëtr Širšov) sbarcarono sulla banchisa alla deriva su un aeroplano pilotato da Michail Vodop'janov. Per 234 giorni il gruppo di Papanin svolse numerose osservazioni scientifiche nella zona a ridosso del polo, finché non furono riportati indietro dalle due rompighiaccio Murman e Tajmyr. Fu la prima spedizione al mondo di questo tipo. Tutti i membri della spedizione ricevettero il titolo di Eroe dell'Unione Sovietica, estremamente raro prima della seconda guerra mondiale.
Nel 1939-1946 Papanin fu il successore di Otto Schmidt a capo del Glavsevmorput' (Glavnoe upravlenie Severnogo morskogo puti), un'istituzione che supervisionava tutte le operazioni commerciali sul passaggio a nord-est. Nel 1940 ricevette un secondo titolo di Eroe dell'Unione Sovietica per aver organizzato la spedizione che salvò la rompighiaccio Sedov. Durante la seconda guerra mondiale fu rappresentante dello Comitato di difesa dello Stato (Gosudarstvennyj komitet oborony) responsabile dei trasporti lungo il passaggio a nord-est. Nel 1941-1952 fu membro della Commissione di Revisione Centrale del Partito comunista.
Nel 1948-1951 fu vice direttore dell'Istituto di Oceanologia dell'Accademia russa delle scienze e dal 1951 alla sua morte (1986) fu a capo del Dipartimento di Spedizioni Marittime dell'Accademia. Nel 1956-1972 fu direttore dell'Istituto per la Biologia delle Acque Interne (Institut biologii vnutrennich vod).
Il nome di Papanin è stato dato ad un capo sulla penisola del Tajmyr, ad una montagna in Antartide e ad una montagna sottomarina nell'Oceano Pacifico. Il suo nome è stato dato anche ad una nave cargo e di ricerca di classe ice (UCJE) costruite nel 1990 ed operante in Artide ed Antartide.

## Onorificenze
- Eroe dell'Unione Sovietica (1937, 1940)
- 9 Ordine di Lenin (1937, 1938, maggio 1944, novembre 1944, 1945, 1956, 1964, 1974, 1984)
- Ordine della Rivoluzione d'ottobre (1971)
- Ordine della Bandiera rossa (1922, 1950)
- Ordine di Nachimov, 1ª classe (1945)
- Ordine della Guerra patriottica, 1ª classe (1985)
- Ordine della Bandiera rossa del lavoro (1955, 1980)
- Ordine dell'Amicizia tra i popoli (1982)
- Ordine della Stella rossa (1945)
- Medaglia per merito in battaglia
- Medaglia commemorativa per il giubileo dei 100 anni dalla nascita di Vladimir Il'ič Lenin
- Medaglia per il giubileo dei 20 anni dell'Armata Rossa dei lavoratori e dei contadini
- Cittadino onorario della città eroina di Murmansk (1974), di Arcangelo (1975), della città eroina di Sebastopoli (1979), di Lipeck e dell'Oblast' di Jaroslavl'